# Штутгартська вища школа музики і театру
Штутгартська вища школа музики і театру (нім. Hochschule für Musik und Darstellende Kunst Stuttgart) — вищий музичний і театральний навчальний заклад Німеччини, розташований у Штутгарті.
Заснована в 1857 році як Штутгартська музична школа, в 1865 році перейменована в Штутгартську консерваторію. З 1921 року Вюртембергська Вища школа музики, нинішню назву одержала після Другої світової війни. Засновниками школи були Іммануель Файст і Зіґмунд Леберт. Серед керівників школи були такі помітні фігури, як Вільгельм Кемпф (1924—1929) і Герман Келлер (1946—1952).